# 구차제정
9차제정(九次第定, 산스크리트어: navānupūrva-samāpattayaḥ, navânupūrva-vihāra-samāpattayaḥ, 팔리어: avānupubba-vihāra-samāpattiyo, 영어: nine graduated concentrations, samādhi of the nine degrees)은 유루의 선정인 4선 · 4무색정 · 멸진정의 9가지 선정을 차례 대로 간격 없이[無間] 수행하여 최후의 멸진정(滅盡定)에 드는 것을 말한다. 즉, 색계의 초선에서 시작하여 차례대로 제2선 · 제3선 · 제4선으로 들어가고, 계속하여 더 나아가 무색계의 공무변처정 · 식무변처정 · 무소유처정 · 비상비비상처정으로 들어가고, 다시 계속하여 더 나아가 멸진정에 드는 것이다.
무간선(無間禪), 연선(鍊禪), 9차정(九次定) 또는 9차제사유정정(九次第思惟正定)이라고도 한다.
멸진정은 유루의 선정이지만 열반 즉 열반의 적정과 아주 유사한 상태의 선정이다. 그렇기 때문에 9차제정의 마지막 종착지이다.
유루의 선정인 9차제정은 유루의 해탈인 8해탈(八解脫)과 관련이 깊다. 9차제정이 선정 그 자체라면 8해탈은 선정을 바르게 즉 선하게 사용하는 것 그리고 그렇게 사용하여 획득 · 성취하는 결과이다. 8해탈과 그것의 의지처로서의 선정은 다음과 같다.
| 번호 | 8해탈                                   | 선정                  |
| 1    | 내유색상관외색해탈 (內有色想觀外色解脫) | 색계 초선과 제2선     |
| 2    | 내무색상관외색해탈 (內無色想觀外色解脫) | 색계 초선과 제2선     |
| 3    | 정해탈신작증구족주 (淨解脫身作證具足住) | 색계 제4선            |
| 4    | 공무변처해탈(空無邊處解脫)              | 무색계 공무변처정     |
| 5    | 식무변처해탈(識無邊處解脫)              | 무색계 식무변처정     |
| 6    | 무소유처해탈(無所有處解脫)              | 무색계 무소유처정     |
| 7    | 비상비비상처해탈 (非想非非想處解脫)     | 무색계 비상비비상처정 |
| 8    | 멸수상정해탈(滅受想定解脫)              | 무색계 멸진정         |

## 같이 보기
- 정혜쌍수
- 혜해탈
- 구해탈
- 7성(七聖)
- 9무학(九無學)